# 윌 제닝스
윌 제닝스(Will Jennings, 본명: 윌버 허셜 제닝스, Wilbur Herschel Jennings, 1944년 6월 27일 ~ 2024년 9월 6일)는 미국의 작사가였다. "Up Where We Belong", "Higher Love", "Tears in Heaven", "My Heart Will Go On" 등의 곡을 작곡한 것으로 유명했다. 작곡가 명예의 전당에 입성했으며 그래미상 3개, 골든 글로브상 2개, 아카데미상 2개 등 여러 상을 수상했다.

## 개인사 및 사망
제닝스는 1965년 8월 14일 텍사스 타일러에서 캐롤 엘리자베스 서먼(Carole Elizabeth Thurman)과 결혼했다. 수년간 건강이 악화된 후 제닝스는 2024년 9월 6일 타일러 (텍사스주)에 있는 자택에서 80세의 나이로 사망했다.